# شيري براونينغ إرفين
شيري براونينغ إرفين (بالإنجليزية: Sherri Browning Erwin)‏ (8 أكتوبر 1968، هوليوك في الولايات المتحدة)؛ روائية أمريكية.